# Football Club Moglia
Il Football Club Moglia, meglio nota come Moglia, è una società calcistica italiana con sede nella città di Moglia, in provincia di Mantova.

## Storia
Il Moglia è stata una delle squadre più rilevanti nel panorama del calcio dilettantistico italiano. Fra la metà degli anni cinquanta e gli anni settanta vanta sedici stagioni consecutive disputate nella quarta serie, anche se non è mai riuscita a lottare veramente per la vittoria del campionato e quindi per il salto nel professionismo.
La rinuncia al campionato di Serie D nel 1971 fu l'inizio del declino sportivo del Moglia che da quella data ha militato soltanto in campionati dilettantistici regionali e provinciali.
Nonostante il comune di Moglia appartenga geograficamente alla Lombardia, la vicinanza con l'Emilia-Romagna ha reso possibile che la squadra bianco-nera militasse a lungo nei campionati emiliani. Solo negli ultimi anni il Moglia è tornato a gareggiare per il comitato lombardo.

## Colori e simboli
I colori del Moglia sono il bianco ed il nero. La prima maglia è a strisce bianco-nere mentre la seconda è quasi interamente rossa con risvolti bianco-neri.

## Palmarès

### Competizioni regionali
- Promozione: 1

1954-1955 (girone B)

### Competizioni provinciali
- Terza Categoria: 2

2010-2011, 2014-2015 (girone B)